# Rhynchobapta irrorata
Rhynchobapta irrorata là một loài bướm đêm trong họ Geometridae.